# Goniophorus
Goniophorus is een geslacht van uitgestorven zee-egels uit de familie Goniophoridae.

## Soorten
- Goniophorus scotti Lambert, 1926 †
- Goniophorus whitneyi Ikins, 1940 †